# Ponte Unità d'Italia
Il ponte Unità d'Italia, precedentemente noto col nome di ponte del Savàl, è un'opera infrastrutturale situata lungo il fiume Adige all'interno del territorio comunale di Verona.

## Storia e descrizione
Il ponte, progettato dell'ingegnere Bruno Gentilini e dell'architetto Antonio Pasqualini, fu inaugurato il 2 luglio 1971; la sua funzione è quella di risolvere problemi di traffico lungo la viabilità extra urbana, in particolare per smistare il flusso veicolare diretto verso il Brennero bypassando il centro urbano. La sua realizzazione rientrava in un progetto di ampio respiro che vide anche la costruzione di ponte Risorgimento, situato più a valle verso la città.
Inizialmente al ponte non venne data una denominazione ufficiale, ma venne popolarmente chiamato ponte del Savàl per la vicinanza al recente quartiere che sorge alla sua destra; in occasione della ricorrenza dei 150 anni dell'Unità d'Italia, il 17 marzo 2011, il ponte è stato ufficialmente denominato "ponte Unità d'Italia", su spinta di un cittadino veronese che aveva suggerito l'idea direttamente al presidente della Repubblica, Giorgio Napolitano, e poi all'amministrazione comunale.
Il ponte collega la strada statale 12 a nord di Verona con il quartiere del Savàl e con la circonvallazione cittadina, attraversando l'Adige con forme slanciate. Con i suoi 130 metri di lunghezza e 19 metri di larghezza è il ponte di maggiori dimensioni di Verona; realizzato in calcestruzzo armato, si sviluppa su tre campate di cui le laterali aventi luce di 39 metri e quella centrale di 50 metri.